# Warrant
Een warrant is een financieel instrument.
Een warrant is een soort optie, een warrant geeft iemand het recht om vóór of op een bepaalde datum effecten te kopen (call-warrant) dan wel te verkopen (put-warrant) tegen een vooraf vastgestelde prijs. Het is een optie omdat het de houder een recht van kopen geeft (in geval van call-warrant), maar niet de plicht om te kopen. Het belangrijkste verschil tussen opties en warrants is dat de opties door de beurs geïntroduceerd worden en warrants worden door een onderneming / financiële instelling uitgegeven. De warrantcontracten worden door de verschillende marktpartijen zelf met elkaar aangegaan, en de tegenpartij van warrants is dus altijd een onderneming / financiële instelling. Daarom kunnen beleggers wél in opties een short positie innemen maar niet in warrants.
Warrants werden door ondernemingen regelmatig uitgegeven in combinatie met een obligatie-uitgifte (warrant-linked bond). Dit met als doel de obligatielening voor investeerders aantrekkelijker te maken en de te betalen obligatierente te drukken.

## Centrale begrippen rond de warrant
- uitoefenprijs (de strike)
De prijs waarvoor de onderliggende financiële activa gekocht kunnen worden
- looptijd
De warrant loopt tot de expiratiedatum waarna het recht om de warrant uit te oefenen vervalt.
- call / put
Net als bij opties zijn er de call- en de put-variant. De call geeft het recht om tegen een vastgestelde prijs te kopen, de put geeft het recht om tegen een vastgestelde prijs te verkopen. De call zal in waarde stijgen, wanneer het onderliggende aandeel in waarde stijgt. De put zal in waarde stijgen, wanneer het onderliggende aandeel in waarde daalt.
- gedekt / ongedekt
Ongedekte warrants worden door bedrijven uitgegeven op hun eigen aandelen (met als doel het aantrekken van extra kapitaal), gedekte warrants worden uitgegeven door financiële instellingen en zijn uitoefenbaar in aandelen van een andere onderneming.
- onderliggende waarde
Een ander financieel product waarop de warrant eigenlijk betrekking heeft. Deze onderliggende waarde kan bijvoorbeeld aandelen, commodities, valuta of een aandelenindex zijn.
- premie
De warrants handelen tegen een premie boven op de intrinsieke waarde. Deze premie wordt bepaald door factoren als rente en verwachte volatiliteit.

## Waardering en risico's
De prijs van de warrants kan op dezelfde manier berekend worden zoals bij opties. Dezelfde modellen worden hierbij gebruikt en dezelfde risicoparameters (de grieken) zijn van toepassing.

## Warrant versus optie
Warrants en opties lijken op elkaar, maar verschillen op een aantal vlakken:
1. Een optie wordt door de optiebeurs uitgegeven. Dit heeft onder meer tot gevolg:
  - Een normale optie heeft gestandaardiseerde contractvoorwaarden. (Een vaste uitoefenprijs, een standaard aantal van de onderliggende waarde en een standaard vervaldatum.)
Een warrant wordt door een financiële instelling uitgegeven, invulling van de voorwaarden is vrij.
  - De clearingorganisatie van de beurs draagt bij opties het kredietrisico.
Bij warrants moet de dekking van de warrant gegarandeerd worden door de uitgevende partij zoals een financiële instelling.
2. De looptijd van warrants is over het algemeen langer dan de looptijd van opties.
3. Standaard op de beurs verhandelde opties hebben 100 aandelen als onderliggende waarde, in warrants heeft men diverse soorten en maten, op buitenlandse aandelen, op indexen, op obligaties, op afgesproken combinaties van aandelen (mandjes) enzovoorts.

Veel van de in Nederland bij bedrijven opgezette personeelsoptieplannen hebben de kenmerken van warrants. Ze hebben een zeer lange looptijd, zijn op de eigen aandelen uitgegeven en het bedrijf is de tegenpartij. Alleen wanneer de personeelsopties ook via de beurs lopen is het een echte optie.